# Olvido inducido por la recuperación
| Ejemplo de RIF en Goodmon y Anderson (2011), Experimento 1 | Ejemplo de RIF en Goodmon y Anderson (2011), Experimento 1 | Ejemplo de RIF en Goodmon y Anderson (2011), Experimento 1 | Ejemplo de RIF en Goodmon y Anderson (2011), Experimento 1 | Ejemplo de RIF en Goodmon y Anderson (2011), Experimento 1 |
| --- | ---------------------------------------------------------- | ---------------------------------------------------------- | ---------------------------------------------------------- | ---------------------------------------------------------- |
| Tipo de artículo | Tipo de artículo                                           |                                                            | Recuperación media                                         | Recuperación media                                         |
| Rp+ | Rp+                                                        |                                                            | 81%                                                        | 81%                                                        |
| NRp | NRp                                                        |                                                            | 68%                                                        | 68%                                                        |
| Rp- | Rp-                                                        |                                                            | 55%                                                        | 55%                                                        |
| Recuerdo medio de los ítems en la prueba final. Goodmon y Anderson (2011) demostraron no solo que la recuperación previa mejora la recuperación posterior de esas mismas palabras (ítems Rp+), sino que recordar palabras relacionadas con las palabras practicadas (ítems Rp-) puede sufrir como resultado de la recuperación previa en comparación con palabras no relacionadas (ítems NRp). Al comparar el recuerdo de los ítems Rp- y NRp, el experimento mostró un efecto RIF del 13%. |                                                            |                                                            |                                                            |                                                            |

El olvido inducido por la recuperación (RIF por sus siglas en inglés) es un fenómeno de la memoria en el que recordar provoca el olvido de otra información de la memoria. El fenómeno se demostró por primera vez en 1994, aunque el concepto de RIF ya se había tratado anteriormente en el contexto de la inhibición de la recuperación.
El RIF se demuestra mediante un experimento de tres fases que consiste en el estudio, la práctica de parte del material estudiado y una prueba final de todo el material estudiado. En estos experimentos también se han utilizado varios tipos de pruebas finales, como el recuerdo utilizando sólo pistas de categorías, el recuerdo utilizando categorías y tallos de palabras, y pruebas de reconocimiento. El efecto se ha producido utilizando muchos tipos diferentes de materiales, puede producirse en entornos de grupo y se reduce en poblaciones clínicas especiales.
Aunque el RIF se produce como consecuencia del recuerdo consciente a través de la recuperación explícita, se cree que el olvido real se produce de forma implícita, por debajo del nivel de conciencia. Los psicólogos cognitivos siguen debatiendo por qué se produce el RIF y cómo se relaciona con el panorama más amplio de la memoria y la cognición en general. En concreto, los investigadores están divididos en cuanto a si el olvido se debe a un proceso que inhibe activamente la información o a la interferencia de otra información en la memoria. La inhibición asociada a la RIF se ha considerado similar a formas de inhibición física. El RIF también se ha relacionado con las estrategias de recuperación de la memoria, y la alteración de dichas estrategias afecta al fenómeno.

## Investigaciones anteriores y relacionadas
Aunque el término "olvido inducido por la recuperación" se utilizó por primera vez en 1994, Robert A. Bjork lo describió en una revisión anterior en términos de supresión de recuerdos que se activan pero que no son relevantes para una situación determinada. Bjork describió un estudio de Neely y Durgunoğlu en el que se observó que los participantes eran más lentos a la hora de reconocer palabras cuando se les mostraba una palabra relacionada inmediatamente antes. Los investigadores plantearon la hipótesis de que, en realidad, los participantes intentaban suprimir las palabras relacionadas durante el reconocimiento, ya que se trataba de información irrelevante y poco útil para completar la tarea de reconocimiento.
|                       | Nivel del artículo                                       | Nivel del contexto                     |
| --------------------- | -------------------------------------------------------- | -------------------------------------- |
| Baja intencionalidad  | olvido inducido por la recuperación señalización parcial | cambio del contexto                    |
| Intencionalidad media | pensar/no pensar interferencia proactiva                 | interferencia retroactiva              |
| Alta intencionalidad  | NA                                                       | olvido dirigido por el método de lista |

La RIF es similar a otros fenómenos de la memoria. Es comparable a la estimulación por conjuntos parciales en el sentido de que en ambos casos disminuye el rendimiento de la memoria cuando se da cierta información estudiada previamente. En un ejemplo de señalización parcial, las personas a las que se pidió que recordaran tantos estados de EE. UU. como pudieran recordaron más estados que aquellas a las que se les pidió que recordaran después de mostrarles los nombres de algunos estados de antemano. Al mostrarles una parte de la información que debían recordar, el rendimiento del recuerdo empeoró. El RIF también está relacionado con el olvido atribuible a cambios en el contexto, en el que el olvido es automático e inconsciente. La interferencia de salida es un fenómeno relacionado, en el que la generación de palabras de una categoría, como las frutas, puede dificultar el recuerdo de otras palabras de la misma categoría, o provocar perseveraciones en las que los participantes repiten palabras ya recordadas.

## Paradigma recuperación-práctica
La RIF se ha demostrado en experimentos de paradigma de recuperación-práctica, con instrucciones y procedimientos exactos que varían ligeramente de un experimento a otro. En la versión original del experimento, se utilizaron folletos para presentar los estímulos y completar las pruebas. Desde entonces, este procedimiento se ha realizado a menudo utilizando programas informáticos como Microsoft PowerPoint o E-Prime. Los experimentos suelen constar de fases de estudio, recuperación-práctica y prueba.

### Fase de estudio
En la fase de estudio, se pide a los participantes que estudien pares de palabras formados por el nombre de una categoría y una palabra que pertenezca a esa categoría (por ejemplo, FRUTA-naranja). Normalmente se utilizan varios pares de palabras de varias categorías, por ejemplo 48 elementos divididos a partes iguales en 8 categorías. Entre otros, los participantes pueden estudiar pares de palabras como los siguientes:
METAL-hierro
ÁRBOL-abedul
METAL-plata
ÁRBOL-olmo

### Fase de recuperación-práctica
Un subconjunto de los ítems se evalúa mediante una prueba de rellenar espacios en blanco. Para un ítem determinado, se muestra al participante el nombre de la categoría y las dos primeras letras de una palabra estudiada de esa categoría (por ejemplo, METAL-hi______). Los participantes deben rellenar el espacio en blanco con una palabra adecuada de esa categoría. Normalmente, los participantes practican el recuerdo de los ítems varias veces. La fase de recuperación-práctica divide los ítems en tres tipos diferentes que son de interés durante la prueba final, y que a menudo se denotan utilizando la siguiente notación:

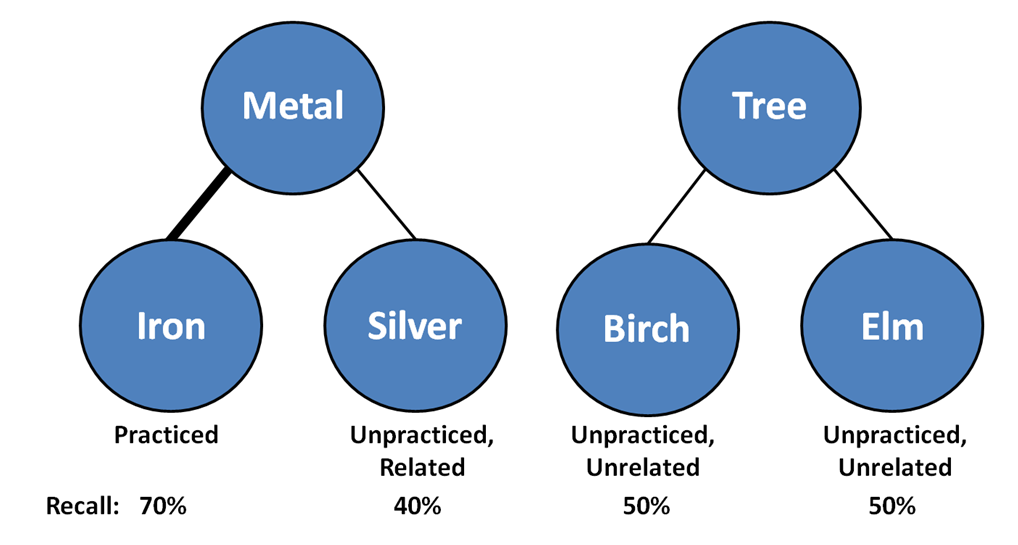
Diagrama que describe las variables dependientes y el recuerdo medio hipotético en la prueba final en el paradigma de práctica de recuperación para distintos tipos de ítems. Estos ítems son diferentes en función de 1) si se practicaron o no y 2) cuál es su relación con los ítems practicados.

- Diagrama que describe las variables dependientes y el recuerdo medio hipotético en la prueba final en el paradigma de práctica de recuperación para distintos tipos de ítems. Estos ítems son diferentes en función de 1) si se practicaron o no y 2) cuál es su relación con los ítems practicados.Los ítems practicados (ítems+Rp) son palabras estudiadas que los participantes intentan recordar durante la práctica de recuperación.
- Los ítems no relacionados con la práctica (ítems-Rp) son palabras estudiadas que no se practican, pero que están relacionadas (por categoría) con palabras que sí se practicaron.
- Los ítems no relacionados con la práctica (ítems NRp) son palabras estudiadas en categorías que nunca se practican. Estas categorías no suelen estar relacionadas con las categorías practicadas. Estos ítems también sirven como referencia para compararlos con los ítems no relacionados con la práctica.

### Fase de prueba
Tras la práctica de recuperación, los participantes realizan una prueba final en la que se les pide que recuerden todos los elementos estudiados. El objetivo de la fase de prueba es evaluar si la práctica previa de la recuperación afecta al recuerdo de las palabras no relacionadas con la práctica en comparación con las palabras no relacionadas con la práctica. El RIF se mide en última instancia como la diferencia entre la proporción de ítems recordados entre estos dos tipos.
En una prueba de categorías, se muestra una categoría estudiada cada vez y se pide a los participantes que recuerden todos los elementos estudiados de esa categoría. Aunque se da una cantidad de tiempo determinada para cada categoría, la cantidad exacta de tiempo varía según los estudios. Por ejemplo, Anderson y sus coinvestigadores, en 1994, dieron a los participantes 30 segundos para cada pista de categoría (y dado que había 6 palabras en cada categoría, esto significaba que los participantes tenían 5 segundos, de media, para recordar cada elemento). Otros estudios han utilizado duraciones más largas.
Las pruebas de categoría más tallo añaden un tallo de la palabra como pista de la categoría. Normalmente, para cada categoría, los participantes reciben un número determinado de letras que corresponden a una palabra estudiada de la categoría. Como estas pistas son específicas de una palabra concreta, los participantes tienen relativamente menos tiempo para responder a cada pista que en las pruebas con pistas de categoría. Los tiempos de respuesta para cada pista varían de un estudio a otro, aunque muchos experimentos han utilizado un intervalo de 10 segundos, aunque algunos estudios han informado de que han utilizado tiempos de respuesta de tan sólo 3 segundos. Normalmente, las pruebas con pistas de categoría más tallo incluyen sólo la primera letra inicial de la palabra, pero algunas han incluido varias letras.
Las pruebas de reconocimiento no requieren que los participantes produzcan una palabra de memoria. En su lugar, se les muestra literalmente una palabra y se les pide que digan si es una palabra que apareció durante la fase de estudio. Las pruebas de reconocimiento suelen mostrar todas las palabras estudiadas y una serie de palabras no estudiadas, los señuelos. Los investigadores miden la frecuencia con la que los participantes reconocen correctamente los elementos estudiados y la frecuencia con la que reconocen incorrectamente los señuelos. La diferencia entre estas dos proporciones es un estadístico que mide la capacidad de discriminar entre elementos estudiados y no estudiados, y se ha utilizado para representar el RIF. El tiempo de reacción también se utiliza para representar el RIF, donde se cree que los tiempos de reacción más lentos representan más RIF debido a la dificultad para reconocer el elemento estudiado.

## Conclusiones generales
En general, los estudios de RIF han arrojado resultados en los que, por término medio, las palabras relacionadas no practicadas se recuerdan peor que las palabras no relacionadas no practicadas.

### Generalidades de RIF
Los estudios de RIF han utilizado generalmente palabras de categorías básicas y fácilmente reconocibles, pero los efectos se han demostrado con una amplia variedad de estímulos:
- Homógrafos: Recuperar el significado no dominante de una palabra puede provocar el olvido de su significado dominante.[22][23]
- Palabras basadas en sus propiedades léxicas: Las palabras categorizadas por tener las mismas letras iniciales han mostrado RIF sobre la base de esta propiedad compartida.[10]
- Información visuoespacial: Cuando los estímulos se categorizan en función de su ubicación, se ha demostrado que la RIF da práctica a un subconjunto de elementos en una ubicación determinada.[24][25]
- Información proposicional: Recordar un conjunto de enunciados proposicionales estudiados puede producir RIF para otros enunciados proposicionales que tienen relaciones compartidas, incluso si el sujeto de la frase difiere.[26]
- Detalles de una escena del crimen simulada: Recordar información sobre un tipo de objeto visto previamente en una escena del crimen simulada produce RIF para objetos similares en la misma escena del crimen.[27][28]
- Rasgos de personalidad de otras personas: Recordar algunos rasgos de personalidad de una determinada persona ha provocado RIF para otros rasgos de esa misma persona.[29][20]

### Modificaciones de la fase de recuperación-práctica
Aunque el paradigma típico incluye la práctica de la recuperación de palabras previamente estudiadas, algunos estudios han mostrado RIF incluso cuando se pedía a los participantes que recuperaran algo más. Por ejemplo, se ha observado RIF incluso cuando los participantes generaban elementos nuevos y no estudiados de categorías estudiadas previamente en lo que se denomina "práctica de recuperación de listas adicionales" o "generación semántica". En un método denominado "práctica de recuperación imposible", también se ha observado RIF cuando se pedía a los participantes que generaran una palabra para una categoría, aunque en realidad no existiera ninguna.  El RIF se sigue observando en la prueba final en casos en los que no es posible una recuperación satisfactoria, como cuando, tras haber estudiado una serie de frutas, se pide a un participante que genere una palabra dada una pista parecida a FRUTA-sa. Algunos estudios también han examinado el efecto sobre el RIF cuando, en lugar de pedir a los participantes que realicen una práctica de recuperación, se les dan ensayos de estudio adicionales que les obligan a volver a estudiar el material en lugar de recordar la información previa. En estos casos, los participantes no han mostrado ningún efecto RIF.

### Estudios RIF en poblaciones especiales
Dado que el RIF es un efecto relacionado con la accesibilidad de la información, los investigadores han estudiado si persiste en poblaciones que padecen determinados trastornos relacionados con la memoria. En un estudio de estudiantes diagnosticados de TDAH, el grado de RIF observado en comparación con un grupo de control dependía del tipo de prueba final utilizada. Cuando se utilizó una prueba con categorías, no se observaron diferencias en el RIF en comparación con un grupo de control. Sin embargo, cuando se utilizó una prueba de categoría más tallo cautivo, los participantes con TDAH mostraron, de media, menos RIF que los controles. Los pacientes con depresión no muestran RIF en comparación con los controles cuando se utiliza una prueba de categoría más tallo cautivo. Los pacientes con esquizofrenia muestran efectos de RIF comparables a los de los grupos de control en una prueba de categoría cautiva, pero un RIF reducido cuando se utiliza una prueba de reconocimiento.

### RIF socialmente compartido
También se han examinado los efectos de estudiar o recordar información en grupo. Cuando grupos de individuos experimentan juntos un acontecimiento y luego lo recuerdan conjuntamente, se crean las condiciones para que se produzca el olvido inducido por la recuperación. El recuerdo selectivo en la conversación induce tanto a los hablantes como a los oyentes de la conversación a olvidar los recuerdos no mencionados, pero relacionados con los mencionados (Rp-), en mayor medida que los recuerdos no mencionados, pero no relacionados con los mencionados (NRp). Este efecto se denomina RIF socialmente compartido, y puede ocurrir incluso con los recuerdos flashbulb, que son recuerdos de circunstancias en las que uno se enteró de sucesos importantes. Un ejemplo de este fenómeno es cuando los estadounidenses se influyen mutuamente en sus recuerdos de los atentados del 11 de septiembre comunicándose entre sí sobre estos recuerdos. Más concretamente, recordar un subconjunto de detalles sobre el suceso provoca RIF para otra información relacionada y crítica sobre el suceso. Es importante destacar que el simple hecho de escuchar a alguien recordar sus recuerdos del 11 de septiembre provoca un olvido inducido en los propios recuerdos.
Cabe destacar que este fenómeno concreto del SSRIF se ha relacionado con el modo en que las comunidades de individuos forman recuerdos colectivos del pasado mediante la recuperación selectiva de información en interacciones conversacionales.

## Explicaciones teóricas

### Interferencia
Véase también: Teoría de la interferencia

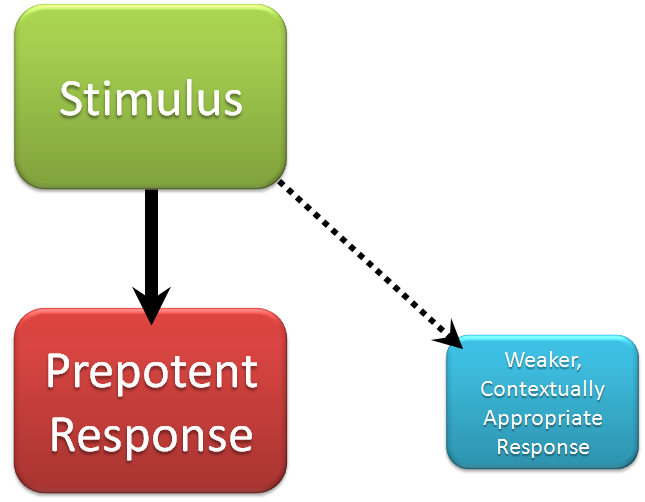
Diagrama que describe cuándo sería necesaria una respuesta inhibitoria. Según la explicación inhibitoria de la RIF, cuando los recuerdos prepotentes están activos pero son inapropiados en respuesta a una pista, se inhiben para acceder a un recuerdo menos accesible pero contextualmente apropiado.

Muchos casos de olvido suelen atribuirse a la interferencia de la mayor accesibilidad de otra información asociada en la memoria. Los investigadores han descrito cómo la interferencia puede explicar el RIF de varias maneras. Por ejemplo, la teoría del bloqueo sugiere que, dado que las palabras practicadas se recuerdan más fácilmente en el test, pueden ocupar un "canal de respuesta" en la memoria e impedir que se recuerden palabras no relacionadas con las practicadas. Las palabras no relacionadas con la práctica se verían menos afectadas por este efecto de bloqueo porque la recuperación de palabras practicadas no bloquearía elementos de categorías diferentes. Otras teorías, como la difusión de recursos y la disminución de la respuesta, son similares al bloqueo. Estas teorías describen los procesos de recuperación como un conjunto finito de recursos que no pueden distribuirse de forma suficientemente adecuada entre los ítems no relacionados con la práctica en el test.
Se han propuesto otros modelos de interferencia que definen con mayor precisión la idea de la fuerza de un ítem en la memoria mediante la separación de la fuerza del propio ítem en la memoria y la información contextual a la que está vinculado. Dichos modelos pueden explicar por qué ciertos métodos de refuerzo predicen el RIF y otros no.

### Inhibición
Véase también: Inhibición de la memoria

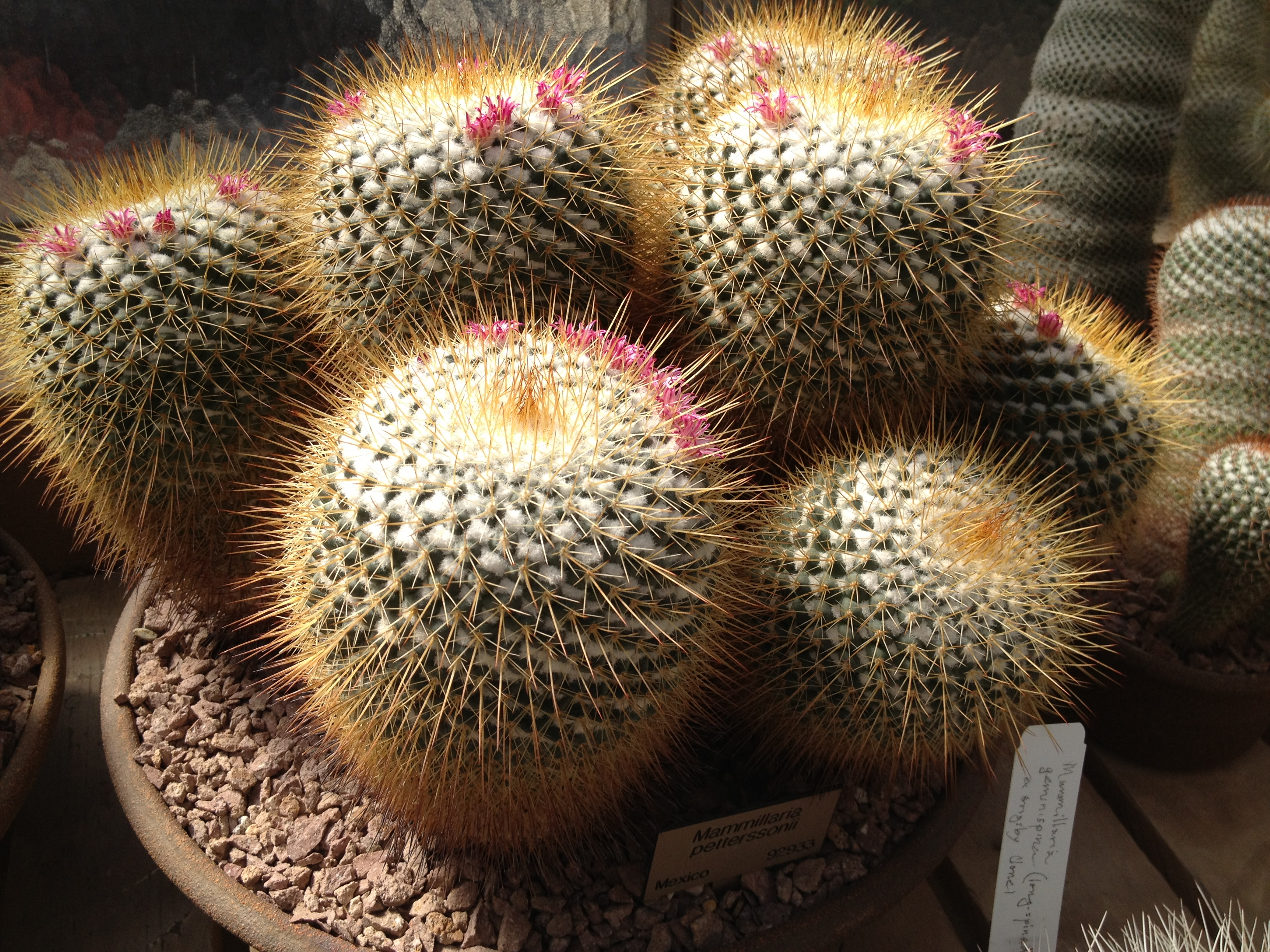
Si uno se diera cuenta de que se le cae una maceta, reaccionaría automáticamente para cogerla. Sin embargo, al darse cuenta de que se trata de un cactus, los procesos inhibitorios actuarían para impedir esa acción. Un proceso similar podría funcionar con recuerdos prepotentes pero inadecuados para una situación determinada.

En términos generales, la teoría de la inhibición asume la existencia de un conjunto de procesos que permiten la supresión de recuerdos. Un aspecto central de la explicación de la inhibición de la RIF es que el acceso a elementos no relacionados con la práctica se suprime activamente mediante este proceso inhibitorio durante la práctica de recuperación. Por ejemplo, cuando los participantes practican la recuperación, la clave de la categoría puede activar muchos elementos asociados. El grado en que los asociados relacionados, pero inapropiados, es decir, las palabras no relacionadas con la práctica, se vuelven accesibles sirve como fuente de competencia que interrumpe la recuperación de una respuesta apropiada. Para resolver esta competencia, interviene un proceso inhibitorio que suprime la accesibilidad a dichos elementos. Posteriormente, esta supresión facilita la recuperación de un ítem apropiado e impide la recuperación de ítems contextualmente inapropiados. Los ítems de categorías no relacionadas, es decir, los ítems no practicados-no relacionados, son menos competitivos durante la práctica de recuperación y, por tanto, requieren menos inhibición. En la prueba final, las consecuencias de la supresión persisten y los ítems previamente competitivos que se inhibieron se vuelven más difíciles de recordar.Esta reducción de la accesibilidad es coherente con la definición de inhibición propuesta por Robert A. Bjork: que la inhibición es una forma activa y directa de supresión que sirve para reducir el acceso a una o varias respuestas con algún fin adaptativo.
La inhibición de la memoria en referencia a la RIF se ha comparado a veces con los procesos de inhibición asociados al control motor, como los responsables de que los jugadores de béisbol detengan su swing cuando anticipan una pelota. Del mismo modo, cuando una respuesta dominante en la memoria es inapropiada, se deben reclutar procesos inhibitorios para suprimir temporalmente esa respuesta de modo que se pueda recuperar una más apropiada.

### Otras cuentas
Se ha considerado que las estrategias individuales en la recuperación son una de las formas en que puede producirse el RIF, en el sentido de que la práctica de recuperación puede ser incoherente con la forma en que los participantes recuerdan los ítems estudiados de esas categorías. Si la práctica de recuperación altera la estrategia de memoria de los participantes, puede afectar a su capacidad para recordar determinados ítems en la prueba final. Si los participantes se preparan para recordar ítems durante la práctica de recuperación basándose en alguna estrategia, determinados órdenes de presentación pueden alterar esa estrategia, mientras que otros no. Por ejemplo, cuando los participantes practican los ítems en el mismo orden en que se presentan durante el estudio, el RIF es menor que cuando la presentación es aleatoria durante la práctica de recuperación. Estos resultados son los mismos incluso cuando se indica explícitamente a los participantes que recuerden el orden en que se presentan los ítems durante el estudio.